# Union sportive Valenciennes Olympic
Maillots
L’Union sportive Valenciennes Olympic est un ancien club français de basket-ball féminin fondé en 1991. Le club, qui possède un des plus beaux palmarès du pays, appartenait à la Ligue féminine de basket, le plus haut niveau du championnat de France. Il fusionna au printemps 2008 avec l’Union Saint-Amand Porte du Hainaut pour former l’Union Hainaut Basket.

## Historique

### Les débuts
La genèse du club intervient en 1923 avec la création du Basket Club Orchésien grâce à M. Derry, un professeur de sport amoureux du basket-ball qu’il avait découvert en soignant les troupes américaines lors de la Première Guerre mondiale. En 1931, le club change déjà de nom pour devenir Stade Orchésien. Il dispose alors depuis quelques années d’un terrain gracieusement offert par Alphonse Leroux.
Pendant ce temps, en 1947, se fonde  l’Union Nomainoise. Le BCO a de grandes ambitions, et n’hésite pas à fusionner en août 1961 avec le voisin de Nomain. C’est ainsi que naît l’Union sportive Orchies Nomain. Jusqu’en 1974, c’est la section masculine qui tient les premiers rôles dans le club, parachevée par une accession en Nationale 3 en 1975. C’est à cette date que commence à se dessiner ce qui va devenir la formidable armada de l’USVO (féminine). Un ancien joueur de l’AS Denain Voltaire, Marc Silvert, prend en main une jeune équipe qu’il espère mener au plus haut. Pendant ce temps, l’équipe masculine, qui a réussi à se hisser en Nationale 2 (1980), sent qu’elle ne pourra continuer à gravir les échelons, une passation de pouvoir entre les deux sections de l’USON est en train de s’opérer.

### De l’USON à l’USVO

Le logo de l'US Valenciennes-Orchies

En 1981, les filles accèdent en Nationale 3 ; en 1982 c’est la Nationale 2 qui les attend. Enfin, en 1986, c’est la consécration avec l’arrivée en Nationale 1. Mais l’ascension fulgurante ne s’arrête pas là, et dès ses premières années dans l’élite, l’USON accroche l’Europe. 
Les résultats arrivent peu à peu, et l’engouement du public aussi, si bien que l’on se sent à l’étroit dans les petites villes du Hainaut.
Pour ses matchs européens, l’USON joue dans la cité de Valenciennes. Si bien que Robert Leroux (président depuis la création de l’entité USON) et Jean-Louis Borloo (maire de Valenciennes) se mettent d’accord : le 7 mai 1991 naît l’Union sportive Valenciennes-Orchies.
Ce déménagement crée des regrets à Robert Leroux mais la marche arrière pour un retour à Orchies n’étant plus possible, il préfère quitter son poste. Si bien que c’est Jean-Louis Borloo qui se retrouve à la présidence de l’USVO. Une USVO qui remporte alors ses premiers trophées nationaux (Tournoi de la Fédération en 1991 puis championnat de France en 1994).

### À la conquête de la France, de l’Europe
Avec ce titre de champion, l’USVO se qualifie pour la Coupe d’Europe des clubs champions. Bien épaulées par la recrue Małgorzata Dydek, les Valenciennoises se qualifient pour le Final Four, mais échouent en demi-finale.

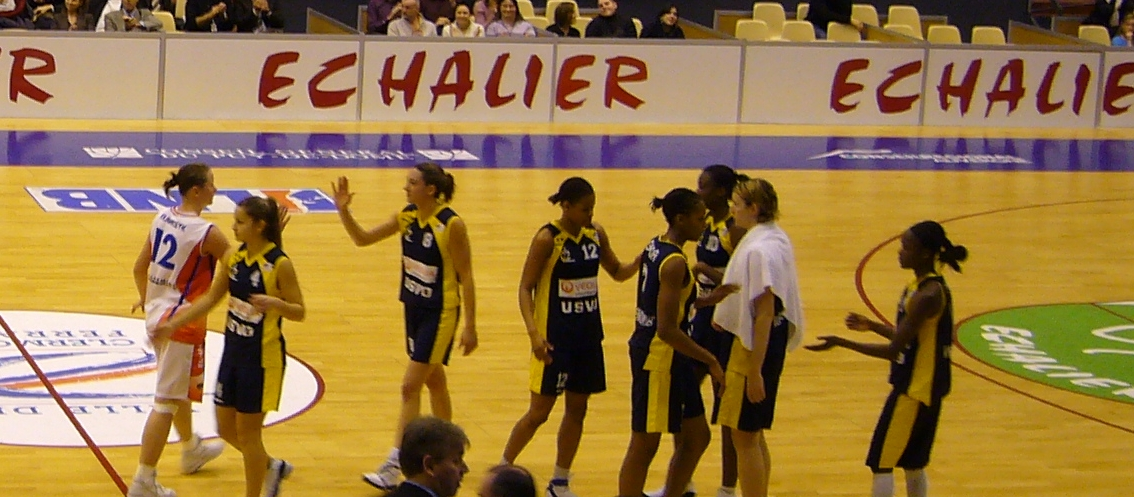
L'équipe en janvier 2007

À la fin des années 1990, l’USVO devient un éternel second en championnat derrière le CJM Bourges Basket, mais se hisse régulièrement au Final Four européen. Les consécrations arrivent dans les années 2000. Valenciennes est champion de France 2001 et finaliste de Euroligue 2001. La saison suivante, l'équipe réalise un doublé historique en remportant le championnat de France et l’Euroligue 2002.
En 2003 l'USVO remporte un quatrième titre de Champion de France mais échoue en finale de l'Euroligue. Nouveau doublé en 2004 pour l’USVO avec un nouveau titre de Champion de France mais également l’Euroligue. Un sixième titre de Champion de France vient garnir la vitrine de l'USVO en 2005. Durant cette période, le club change à nouveau de nom à la suite du retrait de la mairie d’Orchies pour devenir l’Union sportive Valenciennes Olympic (1999) et se structure avec la création d’une Société anonyme sportive professionnelle en 2002.
La dynastie est stoppée par le rival berruyer en 2006 après une défaite en finale du championnat de France.
L'année suivante l'USVO retrouve ses traditionnelles couleurs noires et jaunes et sa conquête de trophées. Après avoir échoué en finale du Tournoi de la Fédération à Nevers (contre Bourges), les joueuses de l'USVO remportent la Coupe de France. Avant d'engager un grand remaniement, avec les départs des entraîneurs Laurent Buffard et Jacky Moreau en partance pour Iekaterinbourg, emmenant avec eux Kristi Harrower et Sandrine Gruda, les joueuses de l'USVO remportent un nouveau titre de championne de France en deux manches contre Bourges.

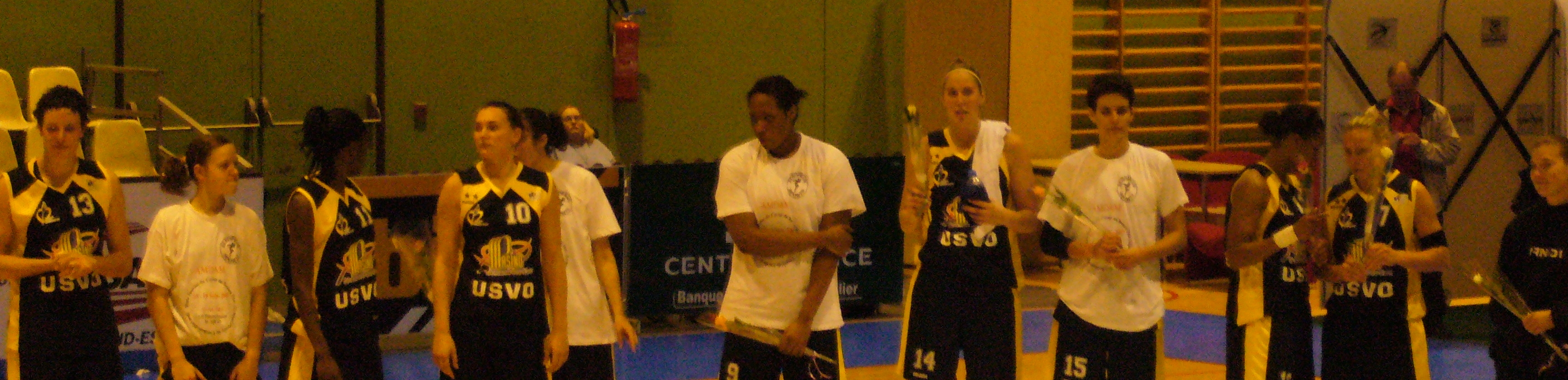
L'équipe en octobre 2007

## Le club

### La société
Depuis 2003 le club a évolué pour répondre aux besoins du professionnalisme. C'est ainsi qu'une Société anonyme sportive professionnelle, Valenciennes Sports-Investissements, a été créée et a hérité des droits sportifs du club. Cette société a su se développer pour être parmi les plus importants budgets de LFB. Elle est présidée par Christian Lecoq, assisté de Philippe Fache, Renaud Fournaeux et Jean-Pierre Boulanger.
L'association initiale existe toujours, présidée par Nadine Wailliez, elle est responsable de la section amateur et de la formation des jeunes joueuses.

### Les supporters
L’USVO a toujours su garder son public fidèle qui vibre au fil des exploits de l'équipe. Le club de supporter, les Black Panthers, ainsi que le public a été élu par deux fois comme étant le meilleur de France (2002 et 2003) par un jury de la fédération. Tous ces fidèles sont accompagnés par une panthère noire tout de jaune vêtue, et dénommée magic, la mascotte du club.

### Blason et couleurs
Les couleurs originelles de l’USVO (Union sportive Valenciennes-Orchies) étaient noire et jaune : tenue noire à domicile et, le cas échéant jaune pour les matches à  l'extérieur. Ces couleurs historiques ont évolué avec le changement de statut de l'équipe. Ainsi, en passant de Valenciennes-Orchies à Valenciennes Olympic, le noir et jaune est supplanté par le bleu et jaune, le bleu rappelant la couleur de Valenciennes métropole, la communauté d'agglomération de Valenciennes.
Cependant, le groupe de supporters du club continue de s'appeler les « Black Panthers » (littéralement : les panthères noires) !
La saison 2006-2007 a marqué le retour aux couleurs originelles, puisque l’USVO joue désormais en noir et jaune : jaune à domicile et à nouveau noir à l’extérieur.
Habituellement, le club de football de la ville (le VAFC) joue ses matchs à domicile en rouge et les matchs à l'extérieur en noir et jaune. Cependant, les couleurs d'extérieur ont été abandonnées au profit du blanc et rouge lors de la saison 2006-2007 mais réapparaissent pour la saison 2007-2008.

## Palmarès
International
- Vainqueur de l’Euroligue : (2) 2002, 2004
  - Finaliste de l’Euroligue: (2) 2001, 2003

National
- Champion de France : (7) 1994, 2001, 2002, 2003, 2004, 2005, 2007
  - Finaliste du championnat de France : 2006
- Coupe de France : (5) 2001, 2002, 2003, 2004, 2007
  - Finaliste de la Coupe de France : (3) 2000, 2005, 2006
- Tournoi de la Fédération : (8) 1992, 1994, 1997, 1998, 2002, 2003, 2004, 2005
  - Finaliste du Tournoi de la Fédération : (5) 1993, 2001, 2006, 2007, 2008

## Entraîneurs successifs
- ? - 1999 :  Marc Silvert
- 1999 - 2007 :  Laurent Buffard (élu plusieurs fois meilleur entraîneur de la ligue féminine de basket)
- 2007 - 2009 :   Hervé Coudray

## Joueuses célèbres ou marquantes
| - Nicole Antibe - Isabelle Fijalkowski - Edwige Lawson - Sandra Le Dréan - Élodie Godin - Sandrine Gruda - Sylvie Gruszczynski - Emmanuelle Hermouet - Audrey Sauret - Laure Savasta - Sarah Michel - Małgorzata Dydek | - Jurgita Štreimikytė-Virbickienė - Teresa Edwards - Ana Belén Álvaro Bascuñana - Kristi Harrower - Vedrana Grgin-Fonseca - Slobodanka Tuvić - Ann Wauters - Allison Feaster - Nyedzi Kpokpoya - Johanne Gomis - Cathy Clezardin - Ticha Penicheiro |